# Al-Bakri
Abū ʿUbayd ʿAbd Allāh ibn ʿAbd al-ʿAzīz ibn Muḥammad ibn ʿAmr al-Bakrī (arabsko أبو عبيد عبد الله بن عبد العزيز ب ن محمد بن أيوب بن عمرو البكري) ali preprosto al-Bakri, je bil arabski andaluzijski zgodovinar in geograf muslimanskega zahoda, * 1014, † 1094.

## Življenje
Al-Bakri je bil rojen v Huelvi kot sin suverena kratkotrajne kneževine, ki jo je tam ustanovila njegova družina po padcu Kordovskega kalifata leta 1031. Njegova družina je pripadala  arabskemu plemenu Bakr. Ko je njegovega očeta odstavil seviljski emir Abbad II. al-Mutadid (vladal 1042–1069), se je preselil v Kordovo, kjer je študiral pri geografu al-Udriju in zgodovinarju Ibn Hajjanu. Vse življenje je preživel v Al-Andaluzu, večino v Sevilji in Almeriji. Umrl je v Kordovi, ne da bi sploh odpotoval v kraje, o katerih je pisal.

## Dela
Al-Bakri je pisal o Evropi, Severni Afriki in Arabskem polotoku. Ohranili sta se samo dve njegovi deli. Kitāb Muʿǧam mā staʿǧam vsebuje seznam krajevnih imen, večinoma na Arabskem polotoku, in uvod  z geografskim ozadjem. Njegovo najpomembnejše delo je Kitāb al-Masālik wa-al-Mamālik (كتاب المساليك والمماليك, Knjiga cest in kraljestev), sestavljena leta 1068 na podlagi zapisov in poročil trgovcev in popotnikov, vključno z Mohamedom ibn Jusufom al-Varakom (904–973) in Ibrahimom ben Jakobom. Je eden najpomembnejših virov za zgodovino Zahodne Afrike in daje ključne informacije o Ganskem cesarstvu, dinastiji Almoravidov in transsaharski trgovini. Gradivo, izposojeno od al-Varaka, je bilo iz 10. stoletja, vendar je vanj vključil informacije o dogodkih, ki so se zgodili blizu časa, ko je pisal.
Al-Bakri omenja najzgodnejša transsaharska urbana trgovska središča, ki so sprejela islam. Konec 10. stoletja je bil Gao v Maliju eno od redkih mest ob reki Niger, ki je imelo domorodne muslimanske prebivalce. Sčasoma so sledila druga središča ob serpentinastih zavojih velike reke: Takrur (Mavretanija, Senegal), Songhaj (Mali), Kanem-Bornu (Čad) in pokrajina Hausa (Nigerija). Do 11. stoletja so poročila o teh in drugih cvetočih islamskih mestih prišla na sever do Al-Andaluza v južni Iberiji, kar je Al-Bakriju omogočilo, da je v svojem Kitab al-Masalik wa al-Mamalik (Knjiga cest in kraljestev) zapisal: 
"Mesto Gana je sestavljeno iz dveh mest, ki se nahajata na ravnini."
in
"eno od mest, ki je naseljeno z muslimani, veliko in ima dvanajst mošej. V eni od njih se zbirajo za petkovo molitev. Obstajajo plačani imami in mujezini , kot tudi pravniki in učenjaki."
Njegova dela so znana po relativni objektivnosti podajanja informacij. Za vsako področje je opisal tudi ljudi, njihove običaje, pa tudi zemljepis, podnebje in glavna mesta. Podobne informacije vsebujeta tudi njegova pisna geografija Arabskega polotoka in enciklopedija sveta, v kateri je pisal. O vsakem območju je predstavil tudi različne anekdote. Na žalost so bili deli njegovega glavnega dela izgubljeni, od ohranjenih delov pa nekateri niso bili nikoli objavljeni.

## Zapuščina
Po njem se imenuje krater al-Bakri na Luni.